# 中華民國副總統
中華民國副總統是中華民國的國家副元首，中華民國總統職位的當然第一順位繼承人，與總統搭檔由中華民國公民直接选举產生，任期四年。根據《中華民國憲法》規定，副總統僅有在總統缺位或因故不能視事時，得繼任或代行其職權，平時並無法定職務，性質上屬於「備位元首」；若未獲總統授權處理政事，則幾無政治實權。
1912年南京臨時政府成立、孫中山就任臨時大總統同時，於1月3日選舉黎元洪擔任臨時副總統，是中華民國第一位臨時副總統，其後成為第一位正式副總統。1917年中華民國大總統黎元洪辭職，時任副總統馮國璋繼任大總統，副總統之位便空缺，隨後撤銷；直到1948年行憲後，才又恢復選出第一任副總統李宗仁。現任副總統為民主進步黨籍的蕭美琴。

## 職權
|                          | 總統缺位時，由副總統繼任，至總統任期屆滿為止。總統、副總統均缺位時，由行政院院長代行其職權，並依本憲法第三十條之規定，召集國民大會臨時會，補選總統、副總統，其任期以補足原任總統未滿之任期為止。總統因故不能視事時，由副總統代行其職權。總統、副總統均不能視事時，由行政院院長代行其職權。 |
| ——《中華民國憲法》第49條 | |

### 繼任總統
當總統死亡或辭職出缺時，副總統將繼任總統職位。行憲以前，曾經繼任總統的副總統有黎元洪和馮國璋二人，分別因時任中華民國大總統死亡或辭職繼任；行憲後繼任總統的副總統至今共有二位，分別是1975年繼任的嚴家淦和1988年繼任的李登輝，繼任原因皆為總統於任內死亡。

### 代理總統
根據憲法的規定，若總統因故不能視事，則由副總統代行總統職權。歷史上副總統代理總統的情形僅出現過一次，係1948年時任總統蔣中正宣佈「下野」後，由副總統李宗仁代行總統職務，並以「代總統」身分主持政事。而後中華民國政府遷台，蔣中正在臺北宣佈「復行視事」，李宗仁遂結束代理。

### 其他事務
憲法並無賦予副總統職務權限，但根據近年慣例，總統一般都會交付副總統出訪友邦或其他國家的任務；另外也有部分例行事務是由副總統負責，譬如主持總統府人權諮詢委員會會議（2004年～2020年）。除此之外，亦曾有過總統交付副總統處理重大任務，例如2016年陳建仁就曾被時任總統蔡英文授權執掌「年金改革」政策。
此外，在國家安全方面副總統依法出席國家安全會議，並在總統無法出席時代理主席；而國防事務過去並不屬於副總統職務範疇，唯近年則陸續出現副總統於總統授權下獨自視察三軍部隊之情形。

## 產生方式

### 選舉
北洋政府時期，副總統按《中華民國臨時約法》由國會兩院選舉產生。1948年行憲後，正、副總統由國民大會分別以間接選舉的方式選出，任期六年。1996年開始，根據新修正的憲法，總統、副總統改為聯立參選，並由中華民國自由地區全體公民直接选举產生，任期四年。
依據現行《總統副總統選舉罷免法》規定，中華民國自由地區公民年滿四十歲者，且非归化、回復國籍者，符合法定居住、設籍事實，得經登記成為總統候選人；總統登記選舉時，應跟副總統同一組聯名登記參選；又總統登記參選時，應獲政黨推薦，或繳交保證金及一定連署人連署。二個以上政黨得共推一組候選人。至於總統、副總統之選出，採取相对多数决制；但只有一組登記參選時例外。

### 就職
副總統選出後，須依法在中央政府所在地宣誓就職始可就任，由司法院院長（大法官會議主席）負責監誓，而其宣誓詞在《總統副總統宣誓條例》中有明文規定，為：
余謹以至誠，向全國人民宣誓。余必遵守憲法，效忠國家，如違誓言，願受國家嚴厲之制裁。謹誓。

### 去職
罷免
依據現行憲法規定，總統副總統罷免案需經立法院全體委員1/4提議及全體委員2/3同意提出，並由公投複決，該公投採絕對多數決。但總統、副總統就職未滿一年則不得罷免；又罷免案經否決者，在該屆任期內不受罷免。
彈劾
依據憲法規定，總統、副總統弹劾案需經立法院全體委員1/2提議及全體委員2/3決議，並交由司法院大法官所組成的憲法法庭審理。
缺位處理
依據《憲法增修條文》規定，副總統缺位時，總統應於三個月內提名候選人，由立法院補選，繼任至原任期屆滿為止。若副總統與總統同時缺位，則由行政院院長代行其職權，並依前述規定補選總統、副總統，繼任至原任期屆滿為止。

## 官邸
過往副總統多居於自宅，至陳水扁政府時期始將前副總統陳誠位於臺北市仁愛路的舊宅改建為副總統官邸，並由時任副總統呂秀蓮率先入住。歷任副總統有的遷入官邸，有的則是選擇在自宅居住，僅將官邸作為會客場所。
副總統官邸與總統官邸一樣由國家安全局特種勤務指揮中心進行維安戒備，其名稱並與副總統警衛室代號相同。

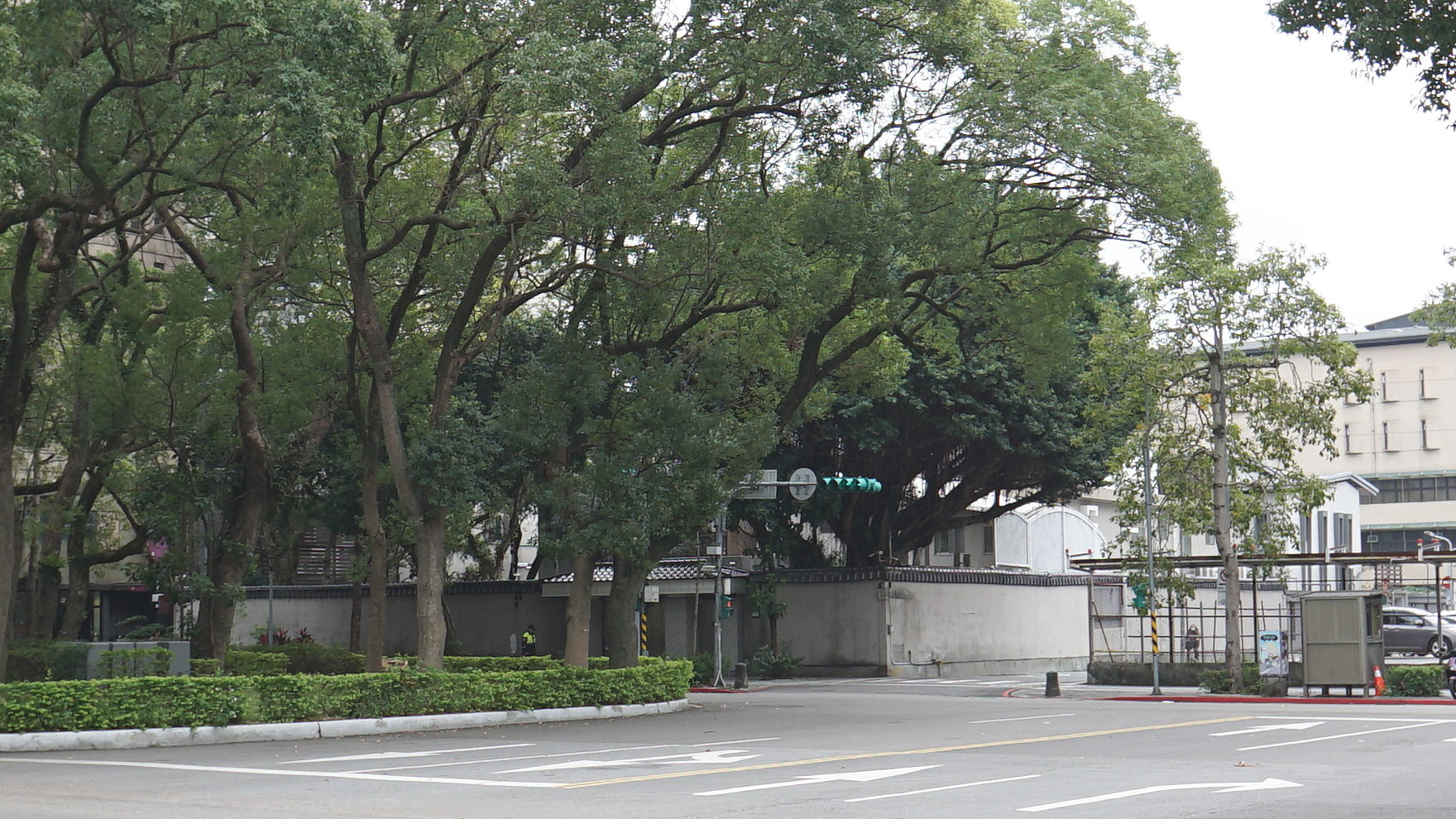
位於仁愛路上的副總統官邸

## 旗幟
中華民國曾有副總統旗，規定於1950年10月27日制定的《海軍旗章條例》當中。1986年1月3到4日《海軍旗章條例》廢止，副總統旗隨之停用。現行法規無代表副總統之旗幟。

## 卸任禮遇
根據《卸任總統副總統禮遇條例》，卸任副總統的禮遇包括提供安全護衛、按月致送禮遇金、邀請參加國家大典及處理事務人員、司機、辦公室及各項事務等之費用，禮遇期限以擔任副總統之期間計算。自李登輝以降，包括李元簇、連戰、呂秀蓮、蕭萬長和吳敦義都曾享有卸任禮遇；陳建仁和賴清德則因再任公職而停止禮遇。

## 歷任副總統
| 任次                     | 肖像          | 姓名               | 任期           | 任期               | 所屬政黨   | 國家元首           | 備註 |
| 任次                     | 肖像          | 姓名               | 就任日期       | 卸任日期           | 所屬政黨   | 國家元首           | 備註 |
| ------------------------ | ------------- | ------------------ | -------------- | ------------------ | ---------- | ------------------ | --- |
| 中華民國臨時副總統       |               |                    |                |                    |            |                    | |
| 1                        |               | 黎元洪 (1864–1928) | 1912年1月8日   | 1912年3月10日      | 共和黨     | 孫中山 (1866–1925) | |
| 2                        | 1912年3月10日 | 黎元洪 (1864–1928) | 1913年10月10日 | 袁世凯 (1859–1916) | 共和黨     |                    | |
| 中華民國副總統           |               |                    |                |                    |            |                    | |
| 1                        |               | 黎元洪 (1864–1928) | 1913年10月10日 | 1916年6月6日       | 共和黨     | 袁世凱 (1859–1916) | 袁世凱死後繼任大總統。                                                                                                   |
| 2                        |               | 馮國璋 (1859–1919) | 1916年11月8日  | 1917年7月6日       | 無黨籍     | 黎元洪 (1864–1928) | 中華民國唯一經補選上任的副總統。                                                                                         |
| 中華民國副總統（行憲後） |               |                    |                |                    |            |                    | |
| 1                        |               | 李宗仁 (1891–1969) | 1948年5月20日  | 1954年3月10日      | 中國國民黨 | 蔣中正 (1887–1975) | 中華民國政府遷台前唯一在中国大陆選出的副總統，曾於蔣中正下野後暫代總統職務；1954年因長期未歸國履行職務而遭國民大會罷免。 |
| 2                        |               | 陳誠 (1898–1965)   | 1954年5月20日  | 1960年5月20日      | 中國國民黨 | 蔣中正 (1887–1975) | 參選時為行政院院長；第三任副總統任內病逝。                                                                               |
| 3                        | 1960年5月20日 | 陳誠 (1898–1965)   | 1965年3月5日   |                    | 中國國民黨 | 蔣中正 (1887–1975) | 參選時為行政院院長；第三任副總統任內病逝。                                                                               |
| 4                        |               | 嚴家淦 (1905–1993) | 1966年5月20日  | 1972年5月20日      | 中國國民黨 | 蔣中正 (1887–1975) | 參選時為行政院院長；蔣中正逝世後依《中華民國憲法》繼任總統，是首位於任內繼任總統的副總統。                               |
| 5                        | 1972年5月20日 | 嚴家淦 (1905–1993) | 1975年4月5日   |                    | 中國國民黨 | 蔣中正 (1887–1975) | 參選時為行政院院長；蔣中正逝世後依《中華民國憲法》繼任總統，是首位於任內繼任總統的副總統。                               |
| 6                        |               | 謝東閔 (1908–2001) | 1978年5月20日  | 1984年5月20日      | 中國國民黨 | 蔣經國 (1910–1988) | 參選時為臺灣省政府主席；首位臺灣出身的副總統。                                                                           |
| 7                        |               | 李登輝 (1923–2020) | 1984年5月20日  | 1988年1月13日      | 中國國民黨 | 蔣經國 (1910–1988) | 參選時為臺灣省政府主席，蔣經國逝世後依《中華民國憲法》繼任總統、第二位臺灣出身的副總統。                                 |
| 8                        |               | 李元簇 (1923–2017) | 1990年5月20日  | 1996年5月20日      | 中國國民黨 | 李登輝 (1923–2020) | 參選時為總統府秘書長；最後一位透過間接選舉並與總統分別選舉產生的副總統。                                                 |
| 9                        |               | 連戰 (1936–)       | 1996年5月20日  | 2000年5月20日      | 中國國民黨 | 李登輝 (1923–2020) | 參選時為行政院院長；首位透過直接选举產生的副總統、總統直選後唯一曾兼任閣揆的副總統以及首位參選總統的副總統。             |
| 10                       |               | 呂秀蓮 (1944–)     | 2000年5月20日  | 2004年5月20日      | 民主進步黨 | 陳水扁 (1950–)     | 參選時為桃園縣縣長；中華民國首位女性副總統、總統直選後唯一連任的副總統。                                                 |
| 11                       | 2004年5月20日 | 呂秀蓮 (1944–)     | 2008年5月20日  |                    | 民主進步黨 | 陳水扁 (1950–)     | 參選時為桃園縣縣長；中華民國首位女性副總統、總統直選後唯一連任的副總統。                                                 |
| 12                       |               | 蕭萬長 (1939–)     | 2008年5月20日  | 2012年5月20日      | 中國國民黨 | 馬英九 (1950–)     | 首位曾與不同搭檔競選並當選的副總統。                                                                                     |
| 13                       |               | 吳敦義 (1948–)     | 2012年5月20日  | 2016年5月20日      | 中國國民黨 | 馬英九 (1950–)     | 參選時為行政院院長。 |
| 14                       |               | 陳建仁 (1951–)     | 2016年5月20日  | 2020年5月20日      | 無黨籍     | 蔡英文 (1956–)     | 參選時為中央研究院副院長；中華民國政府遷台後首位無黨籍副總統。                                                           |
| 15                       |               | 賴清德 (1959–)     | 2020年5月20日  | 2024年5月20日      | 民主進步黨 | 蔡英文 (1956–)     | 選前曾參與黨內初選落敗；首位於任內當選總統的副總統。                                                                     |
| 16                       |               | 蕭美琴 (1971–)     | 2024年5月20日  | 現任               | 民主進步黨 | 賴清德 (1959–)     | 參選時為駐美國大使；第二位女性副總統、中華民國史上最年輕副總統當選人（時年52歲）。                                       |

### 至今在世的前副總統
歷任中華民國副總統中有6位仍在世（按任期排列）：
| 姓名   | 任期                         | 出生日期      |
| ------ | ---------------------------- | ------------- |
| 連戰   | 1996年5月20日－2000年5月20日 | 1936年8月27日 |
| 呂秀蓮 | 2000年5月20日－2008年5月20日 | 1944年6月6日  |
| 蕭萬長 | 2008年5月20日－2012年5月20日 | 1939年1月3日  |
| 吳敦義 | 2012年5月20日－2016年5月20日 | 1948年1月30日 |
| 陳建仁 | 2016年5月20日－2020年5月20日 | 1951年6月6日  |
| 賴清德 | 2020年5月20日－2024年5月20日 | 1959年10月6日 |

- 最近一位去世的前副總統為李登輝（任期：1984年5月20日－1988年1月13日），於2020年7月30日病逝，享壽97歲。[註 5][6]

### 紀錄
- 李宗仁是史上唯一被監察院彈劾、並由國民大會罷免解職的副總統。
- 陳誠是唯一一位任內逝世的副總統。
- 賴清德是唯一一位以副總統身分參選總統並當選的副總統，和就任前曾被監察院彈劾過的副總統[7]。
- 陳建仁是唯一一位持有宗教頭銜（耶路撒冷聖墓騎士團騎士、聖大額我略教宗騎士團勳章）的副總統。
- 陳誠、嚴家淦和連戰曾經以副總統身份兼任行政院院長。
- 曾經擔任過行政院院長的副總統有連戰、蕭萬長、吳敦義和賴清德；卸任後出任行政院院長則有陳建仁。
- 連戰是第一位由公民直接选举產生的副總統；呂秀蓮則是首次政黨輪替後的副總統。
- 連任成功的副總統有陳誠、嚴家淦及呂秀蓮。
- 行憲後第一位無黨籍的副總統是陳建仁。
- 第一位女性副總統是呂秀蓮。
- 第一位信仰基督新教的副總統是李登輝；第一位信仰天主教的副總統則是陳建仁。
- 第一位擁有混血背景的副總統是蕭美琴。

## 外部連結
- 中華民國總統府（页面存档备份，存于）